# Albatros L 3
L'Albatros L 3 fu un ricognitore monomotore biplano disarmato monoposto, progettato e costruito dall'azienda aeronautica tedesca Albatros Flugzeugwerke come suo primo velivolo nel 1912. Seguito dal modello L.9 progettato da Claude Dornier, prima di trasferirsi alla Zeppelin come capo progettista.

## Tecnica
L'aereo era costruito in legno e tela e montava un motore Gnome Delta da 100 PS. Secondo i registri tedeschi vennero costruiti sei esemplari.

## Utilizzatori
Germania
- Luftstreitkräfte